# Gheorghe Udriște
Gheorghe Udriște (n. 6 octombrie 1947 – d. 19 ianuarie 2025) a fost un inginer român, cunoscut pentru activitatea sa din cadrul metroului din București. În 2012 a fost ales deputat pentru un mandat din partea PDL. 